# Békés-Dalos Újszövetség
A Békés-Dalos Újszövetség az Újszövetség 1951-ben megjelent magyar fordítása.
1949-ben, a kommunista hatalomátvétel után a Rómában lévő katolikus magyar közösség szeretett volna a sok tízezer magyar menekültnek valami lelki útravalót adni. Úgy döntöttek, hogy a legjobb az Újszövetség lenne, de a meglévő példányok elfogytak.
Újból nem szerették volna a régi Szent István Társulat-i fordítást kiadni, mivel az tele volt régies kifejezésekkel, vala-valákkal, ami a menekültek magyarságának megőrzését nem segítette volna. Végül úgy döntöttek, hogy a két Rómában élő fiatal bencés szerzetes új, nyelvezetében egészen friss fordítást készítsen számukra. Ők a felkérést elfogadták.
Békés Gellért fordította, Dalos Patrik pedig ellenőrizte, javította az általa javasolt szöveget. Később egy időre (az apostolok cselekedeteinél és a Jakab levélnél) Íróffy Zsolt bencés is bekapcsolódott a munkákba.
A fordítás 2 évet vett igénybe, 1951-ben készült el.
A szövegben előforduló zsoltáridézeteket Sík Sándor költői fordításából vették át, helyenként azt kissé megváltoztatva.
A fordítás A. Merk kritikai szövege alapján (6. kiadás) görög eredetiből készült.
A Vulgata hagyományos szövegét sem akarták mellőzni: amikor a Vulgata valamit hozzáfűz a görög szöveghez, azt többnyire zárójelben hozták, amikor pedig eltér a görög szövegtől, a jegyzetek közé tették.